# Inés de Castro
Inês Pérez de Castro (Inés ve španělštině a galicijštině; 17. prosince 1325 – 7. ledna 1355 Coimbra) byla španělská šlechtična. Byla milenkou a po své smrti prohlášenou právoplatnou manželkou portugalského krále Petra I. Petr ji prý coby král dal exhumovat a prohlásit za portugalskou královnu.

## Životopis

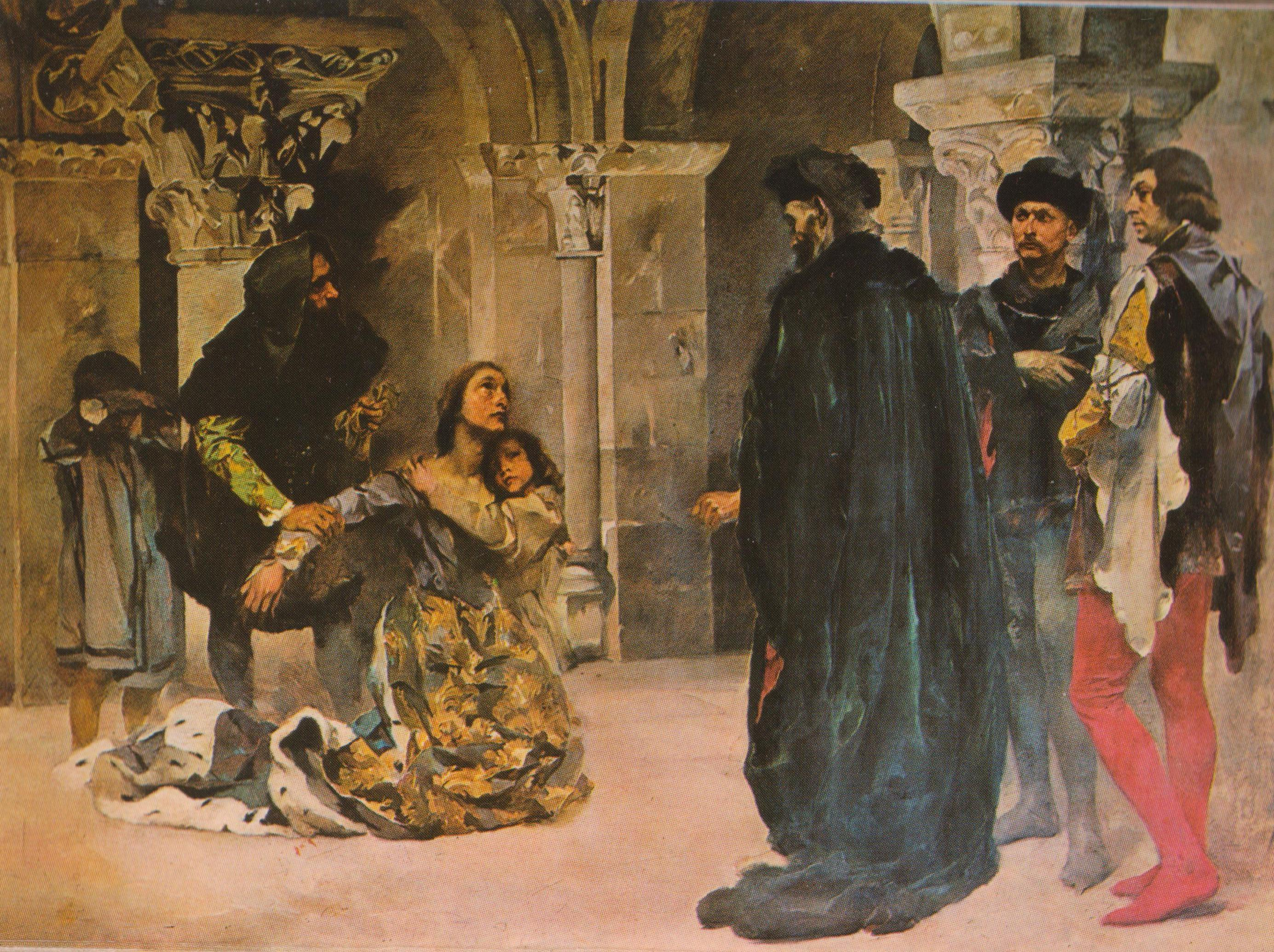
Vražda Inês v klášteře sv. Kláry v Coimbře

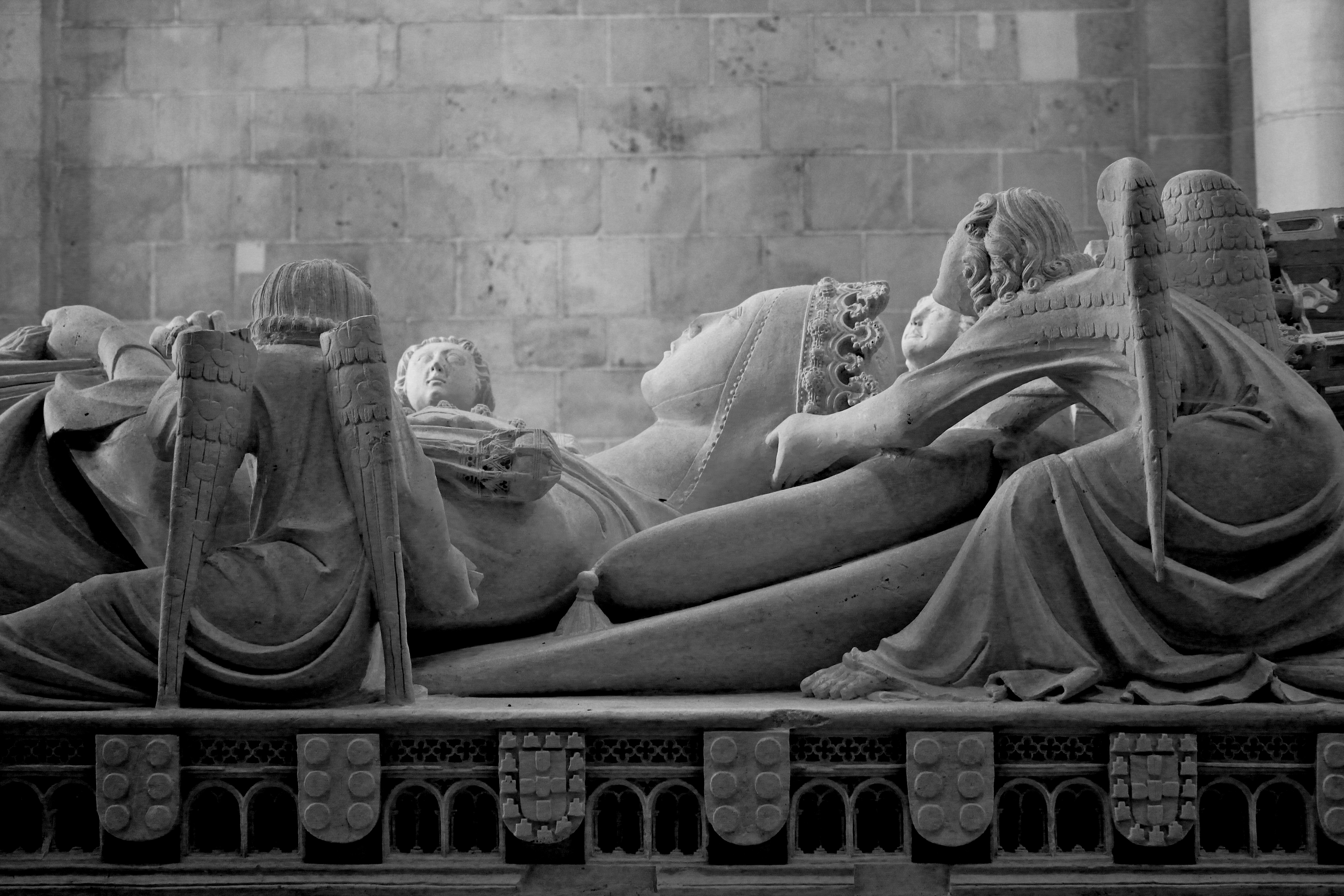
Náhrobek s anděly

Otcem Inês byl Pedro Fernández de Castro, pán na Lemosu a Sarrii, a matkou jeho milenka Aldonza Lorenzo de Valladares. Její předci byli manželští i nemanželští potomci galicijských a portugalských šlechtických rodin.
Inês přišla do Portugalska v roce 1340 jako dvorní dáma Konstancie z Villeny, nedávno provdané za portugalského prince Petra, dědice trůnu (jeho první manželství z roku 1325 s Blankou Kastilskou bylo roku 1333 anulováno). Princ se však zamiloval právě do Konstanciiny dvorní dámy a začal zanedbávat svou zákonnou manželku, čímž ohrozil již tak slabé vztahy s Kastilií. Kromě toho přivedla Petrova láska k Inês k moci kastilskou šlechtu ve vyhnanství, bratři Inês se stali princovými rádci. Král Alfons IV. Portugalský, Petrův otec, sledoval vliv Inês na svého syna s nelibostí. Čekal, že jejich vztah odezní, ale to se nestalo.
Konstancie zemřela v roce 1345. Afons IV. se pokusil několikrát přichystat pro syna další sňatek, ale Petr odmítal vzít si jinou ženu než Inês, jejíž původ ji příliš nepředurčoval k tomu být královnou. Petrův legitimní syn, budoucí král Ferdinand I. Portugalský, byl křehké dítě, zatímco nemanželské děti Petra a Inês se měly k světu, což vyvolávalo u portugalské šlechty obavy týkající se kastilského vlivu na Petra. Afons IV. po smrti Constanzy vykázal Inês ode dvora, Petr vztah neukončil. Afons IV. nakonec v roce 1355 nařídil Inês zabít. Pêro Coelho, Álvaro Gonçalves a Diogo Lopes Pacheco odjeli do kláštera Santa Clara ve městě Coimbra, kde prý Inês usekli hlavu před jejím malým dítětem. Když se Petr o její smrti doslechl, dal vrahy hledat a dva z nich se mu skutečně podařilo najít. Byli veřejně popraveni a jejich srdce vyrvána z těla. Petr prohlásil, že mu totiž rozbili srdce na prach.
Petr se stal králem o dva roky později, v roce 1357. Poté prohlásil, že se s Inês tajně oženil (prý v roce 1354), tudíž že je právoplatná královna. Jeho slova byla a stále jsou jediným dokladem o uzavření manželství. Legenda vypráví, že Petr dal tělo Inês exhumovat a nutil celý dvůr přísahat věrnost nové královně tak, že jí políbí ruku. Později byla pohřbena v cisterciáckém klášteře Alcobaça, kde je její rakev stále k viděni, naproti Petrově, a tak na sebe znovu budou moci pohlédnout v den posledního soudu. Obě mramorové rakve jsou bohatě zdobeny výjevy z jejich života, a Petrovým slibem, že spolu budou até ao fim do mundo (až do konce světa). Je to nejsilnější milostný příběh v portugalských dějinách.

## Potomci
Inês de Castro a Petr I. měli následující děti:
- Afonso (1346–1346), zemřel krátce po narození
- Beatrix, hraběnka z Alburquerque, (1347–1381), manžel Sancho z Alburquerque
- Jan, vévoda z Valencia de Campos (1349–1397), uchazeč o trůn během let 1383–1385
- Dinis (1354–1397), uchazeč o trůn během let 1383–1385

## Odraz v umění
Dramatické vztahy krále Alfonse IV. Portugalského, jeho syna Petra a Inês de Castro se staly námětem více než dvaceti her, básní, oper, baletů a jednoho filmu. První „Lusíadas“ napsal Luís de Camões, další „Nise lastimosa“ a „Nise laureada“ (1577) napsal Jerónimo Bermúdez, dále „Reinar despues de morir“ od Luíse Véleze de Guevary a hra francouzského dramatika Henryho de Montherlanta má titul „La Reine morte“ (Mrtvá královna), stejně jako španělsko-portugalský film z roku 1944. Mary Russell Mitfordová napsala drama „Inez de Castro“, týž titul a námět má ženský román Marie Pilar Queraltové del Hierro.